# Yanornis martini
Yanornis martini (Янорніс) — викопний вид птахів ряду Yanornithiformes родини Songlingornithidae, що мешкав у ранньому крейдяному періоді (120 млн років тому). Його скам'янілості були знайдені в пластах формації Jiufotang з провінції Ляонін, Китай. Разом з родами Songlingornis і Yixianornis утворюють кладу ранніх сучасних птахів.

## Етимологія
Назва роду Yanornis походить від назви стародавньої китайської династії Ян, столиця якого була в місті Чаоян, де знайшли рештки, і грец. Ornis, «птах». Вид Y. martini був названий на честь палеорнітолога Ларрі Мартіна.

## Опис
Він був розміром з курку, мав довгий череп з близько 10 зубами у верхній щелепі та 20 зубами на нижній щелепі, добре розвинена П-подібна вилочка. Птах живився різноманітною їжею і був здатний перемикатися між основними джерелами живлення, включаючи рибу і насіння, про що свідчать деякі зразки, які зберігають велику кількість гастролітів у шлунку.